# Cambi
Cambi (Cambio, Cambj, Kambi), splitska patricijska obitelj podrijetlom iz grada Colle di Val d’Elsa u Italije, odakle se početkom 15. stoljeća, preko Firence doseljavaju u Split, gdje 1413. dobivaju građanstvo i počinju se baviti trgovinom.
Godine 1517. grade utvrdu Kaštel Kambelovac oko koje se formira istoimeno naselje nazvano prema obitelji. Tijekom stoljeća dali su niz istaknutih ljudi u povijesti Splita i okolice. Plemstvo stječu 1671. godine.

## Povijest
Rodonačelnik obitelji je firentinski trgovac Francesco de Cambis koji se 1412. godine doselio u grad Split. Već sljedeće godine dobio je status građanina od splitske komune. Obitelj je uskoro postala jedna od najbogatijih u gradu. Imali su velike posjede u splitskom dijelu Kaštelanskog polja gdje su dozvolom mletačkih vlasti izgradili kaštel za obranu svojih imanja.
Sredinom 15. stoljeća članovi obitelji počeli su stjecati važne pučke funkcije u gradu te su od početka 16. stoljeća često obavljali dužnost pučkog prokuratora u gradu. Godine 1583. Frane Cambi bio je kapetan lakih hrvatskih konjanika, a 1599. godine obnašao je dužnost pučkog prokuratora.
Početkom 17. stoljeća, članovi obitelji su bogati trgovci i pučki uglednici Splita, zbog čega su naposljetku 1671. godine primljeni su u splitsko plemićko vijeće. U 17. i 18. stoljeću članovi obitelji sudjeluju u protuturskim ratovima, te grade obrambene kule na svojim posjedima u Muću Donjem, koje su uništene za vrijeme Drugog svjetskog rata. U 19. stoljeću aktivni su u radu gradske uprave. Petar je bio načelnik grada 1818. i 1820. godine, a Jerolim (1824. – 1884.) predsjednik splitske općine i dugogodišnji načelnik Muća, zastupnik u Dalmatinskom saboru i jedan od prvaka Narodne stranke u Dalmaciji.
Obitelji je priznato austrijsko plemstvo 1822. godine. U 20. stoljeću se od članova obitelji istaknuo hrvatski arheolog i znanstvenik, akademik Nenad Cambi.

## Grb obitelji Cambi
Štit grba je podijeljen na dva polja, desno bijelo i lijevo crveno. Štit presjeca kosa crna greda i dijeli ga dijagonalno. Postoji i druga varijanta obiteljskog grba, koja je većinom istovjetna s prvom varijantom, osim što se kod ove druge u gornjem desnom uglu se nalazi dvoglavi orao.

## Utvrde obitelji Cambio u Kaštel Kambelovcu
- Kaštel Frane Cambija nazvan Kumbatove kule.
- Kaštel Petra Cambija nazvan kaštel Lippeo.
- Kaštel Jerolima i Antona Cambija nazvan kaštel Cambio.
- Ispred južnih vrata okrugle kule (kaštel Cambio) braća Petar i Frane 1589.godine grade građevinu u moru dimenzija 18 x 9,5 metara. Na njenom pročelju ima tragova više preziđivanja, ali ništa ne upućuje o vrsti građevine, dali se radi o kaštelu ili palači. Na planu iz 18.st. građevina je prikazana kao kuća (oko ½ površine) s dvorištem (oko 2/3 površine parcele).